# Оджер, Джордж
Джордж Оджер (англ. George Odger; 1813, Саут-Хэмс — 4 марта 1877, Лондон) — британский радикальный политик, деятель английского рабочего движения.

## Биография
Работал сапожником. С 1860 года — член, а в 1862—1872 годах — секретарь Лондонского совета тред-юнионов. Один из зачинателей профессионального движения в Великобритании.
Один из организаторов митингов солидарности с Северными штатами во время Гражданской войны в США 1861—1865, с польскими повстанцами 1863—1864 гг., с Гарибальди и его соратниками.
Участвовал в подготовке международного рабочего собрания 28 сентябре 1864 года в Сент-Мартинс-холле в Лондоне, на к-ром был основан Первый интернационал.
До осени 1867 года был председателем Генсовета 1-го Интернационала. Входил в Исполком, основанный Интернационалом, Лиги реформы, возглавлявшей борьбу за демократическую избирательную реформу.
Наряду с этим участвовал в деятельности Лиги рабочего представительства и других организаций, находившихся под влиянием буржуазных радикалов.
Был первым кандидатом от либерал-лейбористов, и тем самым основателем этого движения, был секретарём Лондонского совета тред-юнионов, который безуспешно баллотировался от либералов на дополнительных выборах 1870 года в Саутуорке.
Деятельности Оджера были присущи соглашательские и реформистские тенденции, типичные для либерального тред-юнионизма; выступал против революционной линии Маркса (в том числе в ирландском вопросе).
27 июня 1871 года был фактически исключён из состава Генсовета.
Похоронен на кладбище Кенсал-Грин.

## Источник
- Оджер, Джордж — статья из Большой советской энциклопедии.
- Советская историческая энциклопедия. — М.: Советская энциклопедия . Под ред. Е. М. Жукова. 1973
- Маркс К. и Энгельс Ф., Сочинения, 2 изд., т. 17, с. 31-33;
- Генеральный Совет Первого Интернационала. Протоколы 1864—1872, (т. 1-5), М., 1961—1965;
- Первый Интернационал, ч. 1-2, М., 1964—1965;
- Шапиро А. М., К. Маркс и английские тред-юнионы в Первом Интернационале, «ВИ», 1955, No 11, Armytrage W. H. G., George Odger (1820—1877), «University of Toronto Quarterly», 1948, v. 18, Oct., p. 68-75;
- Collins H. and Abramsky Ch., Karl Marx and the British labour mouvement. Years of the First International, L., 1965.